# جينيس لفيرجني
جينيس لفيرجني (بالفرنسية: Gennes-Ivergny)‏ هي بلدية تقع في إقليم باد كاليه من منطقة نور با دو كاليه في شمال فرنسا. تبلغ مساحة هذه المدينة 10.98 (كم²)، وترتفع عن سطح البحر 91 م، يبلغ عدد سكانها 141 نسمة حسب إحصاء المعهد الوطني للإحصاء والدراسات الاقتصادية سنة 2009 م. وترأس Philippe Bocquet البلدية خلال فترة (2008-2014).